# Гамбија на Светском првенству у атлетици у дворани 2012.
Гамбија је учествовала на Светском првенству у атлетици у дворани 2012. одржаном у Истанбулу од 9. до 11. марта четврти пут. Репрезентацију Гамбије представљао је један такмичар који је учествовао у трци на 60 метара препоне.
На овом првенству такмичар Гамбије није освојии ниједну медаљу нити је остварио неки резултат.

## Учесници
Мушкарци:
- Mensah Elliott — 60 м препоне

## Резултати

### Мушкарци
| Атлетичар      | Дисциплина   | Лични рекорд | Квалификација     | Квалификација     | Полуфинале           | Полуфинале           | Финале               | Финале               | Детаљи |
| Атлетичар      | Дисциплина   | Лични рекорд | Резултат          | Место             | Резултат             | Место                | Резултат             | Место                | Детаљи |
| -------------- | ------------ | ------------ | ----------------- | ----------------- | -------------------- | -------------------- | -------------------- | -------------------- | ------ |
| Mensah Elliott | 60 м препоне | 7,91         | Није завршио трку | Није завршио трку | Није се квалификовао | Није се квалификовао | Није се квалификовао | Није се квалификовао |        |